# Pan de Azúcar (Uruguay)
Pan de Azúcar est une ville et une municipalité de l'Uruguay située dans le département de Maldonado. Sa population est de 7 098 habitants.

## Histoire
La ville a été fondée en 1874 par le scribe Félix Lizarza avec un groupe de personnes de la ville de San Carlos.

## Population
| Année | Population |
| ----- | ---------- |
| 1963  | 4 176      |
| 1975  | 5 125      |
| 1985  | 5 513      |
| 1996  | 6 532      |
| 2004  | 7 098      |

,

## Gouvernement
Le maire (alcalde) de la municipalité est Miguel Plada.

## Personnages célèbres
- Blanca Luz Brum, poétesse.